# Ampulicidae
Ampulicidae Shuckard, 1840 è una famiglia di insetti imenotteri a cui fanno capo sei generi:
- Ampulex;
- Aphelotoma;
- Dolichurus;
- Paradolichurus;
- Riekefella;
- Trirogma.